# Segré
Segré és un municipi francès del departament del Maine i Loira, a la regió del País del Loira.